# Roast Fish Collie Weed & Corn Bread
Roast Fish Collie Weed & Corn Bread – album jamajskiego muzyka Lee „Scratch” Perry’ego, wydany w 1978 roku. Na skutek konfliktu z wytwórnią Perry nagrał, wyprodukował i zaśpiewał na albumie samodzielnie w swoim studiu Black Ark. Album ma eksperymentalny charakter.

## Lista utworów
| 1.  | „Soul Fire”                                | 3:52  |
|     |                                            |       |
| 2.  | „Throw Some Water In”                      | 3:44  |
|     |                                            |       |
| 3.  | „Evil Tongues”                             | 3:50  |
|     |                                            |       |
| 4.  | „Curly Locks”                              | 4:05  |
|     |                                            |       |
| 5.  | „Ghetto Sidewalk”                          | 4:18  |
|     |                                            |       |
| 6.  | „Favourite Dish”                           | 3:15  |
|     |                                            |       |
| 7.  | „Free Up The Weed”                         | 3:35  |
|     |                                            |       |
| 8.  | „Big Neck Police”                          | 3:39  |
|     |                                            |       |
| 9.  | „Mr. D.J. Man” („Yu Squeeze Ma Panhandle”) | 3:54  |
|     |                                            |       |
| 10. | „Roast Fish and Cornbread”                 | 3:46  |
|     |                                            |       |
|     |                                            | 37:58 |
|     |                                            |       |

## Personel
- Lee Perry – wokal, perkusja
- Geoffrey Chung – gitara
- Earl „Chinna” Smith – gitara
- Billy Boy – gitara
- Winston Wright – organy
- Boris Gardiner – gitara basowa
- Michael „Mickey Boo” Richards – perkusja
- Sly Dunbar – bębny
- Noel „Skully” Simms – percussion
- Full Experience – dodatkowe wokale